# Risto Jussilainen
Risto Jussilainen, född den 10 juni 1975 i Jyväskylä, är en finländsk tidigare backhoppare. Han vann bland annat en silvermedalj i lagtävlingen vid OS 2002 i Salt Lake City. Han representerade Jyväskylän Hiihtoseura.

## Karriär
Risto Jussilainen debuterade internationellt i världscupen i Falun i Sverige 5 december 1992. han blev nummer 40 i sin första världscuptävling. Han var på prispallen första gången på hemmaplan i Kuopio 28 november 1999 då han blev nummer två, bara slagen av landsmannen Ville Kantee. Jussilainen har också vunnit två världscupstävlingar (i Oberstdorf i Tyskland 4 mars 2001 och i Kuopio 24 november 2001) och stått på pallen sexton gånger. Han har även vunnit sju lagtävlingar i världscuppen, mellan 2000 och 2002. Som bäst i den sammanlagda världscupen var han säsongen 2000/2001 då han blev nummer tre, efter segrande Adam Malysz från Polen och Martin Schmitt från Tyskland. I tysk-österrikiska backhopparveckan hade han också sin bästa säsong 2000/2001 då han blev nummer 7 totalt.
Jussilainen tävlade i junior-VM 1993 i Harrachov i Tjeckien. Där vann han lagtävlingen med det finländska laget med bland andra Janne Ahonen i laget. Finland vann före Österrike (med bland andra Andreas Widhölzl i laget) och Tyskland.
Veckan innan junior-VM hade Jussilainen tävlat i Skid-VM 1993 i Falun. Där slutade han som nummer 36 (normalbacken) och 15 i de individuella tävlingarna. I lagtävlingen blev Finland (Janne Ahonen, Vesa Hakala, Toni Nieminen och Risto Jussilainen) nummer 6. I Skid-VM 1999 i Ramsau am Dachstein i Österrike startade Jussilainen endast i normalbacken och blev nummer 35. Under VM 2001 på hemmaplan i Lahtis tävlade han i samtliga grenar. I de individuella tävlingarna blev han nummer 12 (i normalbacken) och 14. I lagtävlingarna vann han två silvermedaljer. I stora backen vann Tyskland 39,6 poäng före Finland (Risto Jussilainen, Jani Soininen, Ville Kantee, Janne Ahonen) och i normalbacken vann Österrike 2,0 poäng före Finland (som hade bytt ut Soininen med Matti Hautamäki). I Skid-VM 2005 i Oberstdorf gjorde Jussilainen sitt bästa VM individuellt, med 11:e plats i normalbacken och en 8:e plats i stora backen. I lagtävlingen i normalbacken blev Finland (Matti Hautamäki, Jussi Hautamäki, Risto Jussilainen och Janne Ahonen) nummer fyra, 1,5 poäng från en bronsmedalj. I lagtävlingen i stora backen tävlade Tami Kiuru i stället för Jussi Hautamäki. Finland vann en silvermedalj 14,4 poäng efter Österrike och 9,4 poäng före Norge.
Under VM i skidflygning 2000 i Vikersund blev Jussilainen nummer 11 i en tävling som vanns av Sven Hannawald från Tyskland. I skidflygnings-VM 2002 i Čerťák i Harrachov, blev Jussilainen nummer 10. Tävlingen vanns åter igen av Sven Hannawald.
Risto Jussilainen startade i olympiska spelen 2002 i Salt Lake City i USA. Individuellt tävlade han i stora backen i Utah Olympic Park och blev nummer 18. I lagtävlingen blev han olympisk silvermedaljör tillsammans med lagkamraterna Matti Hautamäki, Veli-Matti Lindström och Janne Ahonen. Jussilainen tävlade också i stora backen i Pragelato under olympiska spelen 2006 i Turin i Italien. Han kvalade inte in till andra omgången och blev nummer 35.
Jussilainen tävlade mestadels i kontinentalcupen efter OS-2006. Sista internationella tävlingen var i en lagtävling i världscupen i Willingen i Tyskland 11 februari 2007. Sedan avslutade Jussilainen sin backhopparkarriär.